# Richard Wetz
Richard Wetz (ur. 26 lutego 1875 w Gliwicach, zm. 16 stycznia 1935 w Erfurcie) – niemiecki kompozytor, dyrygent i teoretyk muzyki okresu romantyzmu, najbardziej znany ze swoich trzech symfonii. Jego muzyka miała późnoromantyczny charakter i opiera się na tradycjach XIX wieku.

## Życiorys

### 1875–1906: Młodość
Richard Wetz urodził się w kupieckiej rodzinie w Gleiwitz na Górnym Śląsku. Choć w jego rodzinnym domu był fortepian, żaden z domowników nie był szczególnie zainteresowany muzyką. Młody Richard, który czuł pociąg do muzyki od najmłodszych lat, nie pobierał regularnych lekcji fortepian poniżej ósmego roku życia, lecz szybko nauczył się komponować krótsze utwory na fortepian i pieśni. Jak sam późnej stwierdził, decyzję o poświęceniu się muzyce podjął w wieku trzynastu lat.
Po zdaniu egzaminów końcowych w 1897 pojechał do Lipska studiować w konserwatorium u takich nauczycieli jak Carl Reinecke i Salomon Jadassohn. Jednakże po zaledwie sześciu tygodniach przerwał studia w wyniku rozczarowania zbyt akademickimi, jak uważał, lekcjami. Zamiast studiów rozpoczął prywatną naukę u ówczesnego kierownika akademii muzycznej w Lipsku – Richarda Hofmanna. W tym samym czasie rozpoczął na lipskim uniwersytecie studia z zakresu filozofii, psychologii i literatury. Szczególnie upodobał sobie twórczość Goethego, która miała wielki wpływ na późne dzieła Wetza. Jesienią 1899 roku Wetz opuścił Lipsk i przeprowadził się do Monachium, gdzie rozpoczął studia z Ludwigiem Thuille. Po przerwaniu studiów ponownie przeprowadza się w 1900 roku do Stralsundu, gdzie Felix Weingartner znalazł mu posadę teatralnego kapelmistrza. Niedługo później przyjął taką samą posadę w Barmen, żeby tylko nieco później wrócić jako bezrobotny do Lipska. W Lipsku kształcił się dalej w historii muzyki oraz studiując dzieła klasyków i współczesnych kompozytorów. Anton Bruckner i Ferenc Liszt stali się dla niego wzorami do naśladowania.